# 松本大 (トレイルランナー)
松本 大（まつもと だい、1983年12月20日 - ）は、日本の山岳アスリート。スカイランニングを専門としている。
2006年からスカイランナーワールドシリーズ（SWS）のレースに参戦し、同年に日本人初の入賞を果たす。2008年にはトライアル・シリーズで日本人初の優勝。
2012年からはアジア圏のランナーとして初めてSWSの年間ポイントランキングにエントリーしている。自己最高の世界ランクは2012年の14位。
2015年2月に香港で初開催されたアジア選手権（SKYカテゴリ）で優勝し初代アジア王者になった。2016年の世界選手権では8位。

## 来歴

### 生い立ちから学生時代まで
群馬県出身。標高2,000m級の山々に囲まれた吾妻郡嬬恋村に生まれ、幼少の頃から登山やスキーといった山岳スポーツに親しむ。
群馬県立前橋高等学校では山岳部に所属し、高校1年・2年時に集中登山大会で優勝。2003年の高校3年時には「新世紀・みやぎ国体」（山岳競技）の群馬県チーム少年代表に選出される。結果は縦走優勝、踏査５位。この国体で同チームの成年代表に選出されていた鏑木毅と出会ったことが、山岳ランニングの競技世界へとのめり込むきっかけになったという。（当時すでに鏑木は山田昇記念杯登山競争大会で5連覇、国体山岳競技の縦走で2連覇など、国内山岳ランニングの第一線で活躍していた）
高校卒業後は群馬大学教育学部社会専攻に進学。クラブやサークルには所属せず、当時群馬県庁に勤務していた鏑木に師事。全国各地の山々でトレーニングに打ち込み、国体山岳競技で3年連続（2003-2005）の入賞、山田昇記念杯登山競争大会では2連覇（2004-2005）を達成する。
2006年、同大学の大学院に進学。同年にスカイランナーワールドシリーズ史上初のジャパンステージとして開催されたOSJおんたけスカイレースに出場
。前年のSWSワールドチャンピオンRob Jebb、Dolomites SkyRaceやPikes Peak Marathonで優勝経験のあるFulvio Dapitといった海外の強豪ランナーも参戦するなか、松本は日本人最高の5位入賞と健闘する。

### 社会人から現在まで
2012年、4年間の教職生活を辞し、プロのスカイランナーとしての活動を開始する。アジア人として初めてワールドシリーズを転戦。本場のスカイランニングが個人戦ではなくチーム戦であることを目の当たりにする。その経験から翌2013年にJST（ジャパン・スカイランニング・チーム）を有志とともに設立。翌年にはJSA（日本スカイランニング協会）としてISF（国際スカイランニング協会）への正式加盟を達成する。その間にも富士登山競走を連覇（2013・2014）して国内のトップアスリートとしての地位を固める。2015年には再びワールドシリーズを転戦。2月に香港で開催されたアジア選手権では優勝を果たし、年間総合成績もSKYカテゴリで10位とアジア勢として初のトップ10入りという快挙を果たした。2016年7月にスペインで開催された世界選手権では8位にランクイン。名実ともに日本・アジアを代表するアスリートとして現役活動を継続中であり、同時にJSA代表としてスポーツ普及の活動にも励んでいる。

## 人物・エピソード
趣味は貧乏旅行、超高層ビル展望台巡り。
第一線の山岳アスリートとして国内外のレースに遠征する傍ら、2010年には有志を募って鹿沢温泉アルパインクラブを結成。故郷である鹿沢地域の振興、幅広い世代への山岳文化の普及・継承、および山岳ランナーの交流推進を目的とし、レース「alpine KAZAWA」の企画・運営などを行っている。2013年に鹿沢温泉アルパインクラブは解散したが、この経験をもとにしてJSA（日本スカイランニング協会）の各事業を実施している。なお「alpine KAZAWA」は「アサマ２０００スカイレース」として開催が継続されている。

## 主な戦歴
| 年     | 大会                                                                 | 距離   | 結果     | 記録    | 備考                              |
| ------ | -------------------------------------------------------------------- | ------ | -------- | ------- | --------------------------------- |
| 2001年 | 新世紀・みやぎ国体 山岳競技（踏査）                                  |        | 優勝     |         |                                   |
|        | 新世紀・みやぎ国体 山岳競技（縦走）                                  |        | 5位      |         |                                   |
| 2002年 | 山田昇記念杯登山競争大会                                             | 14.8km | 2位      |         |                                   |
| 2003年 | 山田昇記念杯登山競争大会                                             | 14.8km | 2位      |         |                                   |
|        | NEW!!わかふじ国体 山岳競技（縦走）                                   |        | 3位      |         |                                   |
| 2004年 | 山田昇記念杯登山競争大会                                             | 14.8km | 優勝     |         |                                   |
|        | 彩の国まごころ国体 山岳競技（縦走）                                  |        | 優勝     |         |                                   |
| 2005年 | 富士登山駅伝（群馬県山岳連盟・4区）                                  | 3km    | 14位     | 0:26:40 | 総合2位（順位はいずれも一般の部） |
|        | 山田昇記念杯登山競争大会                                             | 14.8km | 優勝     |         |                                   |
|        | 晴れの国おかやま国体 山岳競技（縦走）                                |        | 2位      |         |                                   |
| 2006年 | スカイランナーワールドシリーズ OSJおんたけスカイレース               | 37km   | 5位      |         | SWSのレースで日本人初の入賞       |
|        | 富士登山競走 （山頂コース）                                          | 21km   | 5位      |         |                                   |
|        | 富士登山駅伝 （群馬県山岳連盟・4区）                                 | 3km    |          |         | 総合優勝（一般の部）              |
|        | スカイランナーワールドシリーズ アンドラ・スカイレース                |        | 5位      |         | スペイン・ アンドラ               |
|        | のじぎく兵庫国体 山岳競技（縦走）                                    |        | 6位      |         |                                   |
| 2007年 | 富士登山駅伝（群馬県山岳連盟・4区）                                  | 3km    |          |         | 総合2位（一般の部）               |
|        | スカイランナーワールドシリーズ OSJおんたけスカイレース               | 37km   | 5位      |         |                                   |
|        | 秋田わか杉国体 山岳競技（縦走）                                      |        | 11位     |         |                                   |
| 2008年 | OSJ志賀野反トレイルレース                                            | 15km   | 優勝     | 1:38:51 |                                   |
|        | 富士登山競走（山頂コース）                                           | 21km   | 4位      |         |                                   |
|        | スカイランナーワールドシリーズ（トライアル） OSJおんたけスカイレース | 37km   | 優勝     |         |                                   |
| 2009年 | OSJ志賀高原トレイル50k                                               | 50km   | 優勝     |         |                                   |
|        | アルパイン・ダボス                                                   | 42km   | 2位      |         | スイス                            |
|        | スカイランナーワールドシリーズ（トライアル） OSJおんたけスカイレース | 37km   | 2位      | 4:34    |                                   |
|        | スカイランナーワールドシリーズ キナバル山クライマソン                | 21km   | 5位      |         | マレーシア                        |
| 2010年 | 富士登山競走（山頂コース）                                           | 21km   | 3位      |         |                                   |
|        | スカイランナーワールドシリーズ（トライアル） OSJおんたけスカイレース | 37km   | 優勝     | 4:34:48 |                                   |
| 2011年 | 富士登山競走（山頂コース）                                           | 21km   | 10位     | 2:57:35 |                                   |
|        | スカイランナーワールドシリーズ（トライアル） OSJおんたけスカイレース | 37km   | 優勝     | 4:29:44 |                                   |
|        | 上州武尊山スカイビュートレイル                                       | 50km   | 優勝     |         |                                   |
| 2012年 | たかやしろトレイルランニングレース                                   | 12km   | 優勝     |         |                                   |
|        | 菅平スカイライントレイルレース（ミドル）                             | 20km   | 2位      | 1:40:58 |                                   |
|        | エスパルデニャーダ                                                   |        | 優勝     |         | スペイン                          |
|        | SKYGAMES                                                             |        | 2位      |         | スペイン                          |
|        | ドロミテスカイレース                                                 | 22km   | 22位     |         | イタリア                          |
|        | OSJおんたけスカイレース                                              | 37km   | 優勝     | 4:47:45 |                                   |
|        | 上州武尊山スカイビュートレイル                                       | 50km   | 優勝     |         |                                   |
|        | キナバル国際クライマソン                                             | 23km   | 10位     | 2:26:52 | マレーシア                        |
|        | ※2012スカイランナー・ワールド・シリーズ                              |        | 総合14位 |         |                                   |
| 2013年 | スリーピークス八ヶ岳トレイル                                         | 38km   | 優勝     | 3:51:06 |                                   |
|        | 富士登山競走（山頂コース）                                           | 21km   | 優勝     | 2:49:40 |                                   |
|        | 上州武尊山スカイビュートレイル                                       | 50km   | 優勝     | 5:00:50 |                                   |
|        | キナバル国際クライマソン                                             | 33km   | 2位      | 4:18:27 | マレーシア                        |
| 2014年 | スリーピークス八ヶ岳トレイル                                         | 38km   | 優勝     |         |                                   |
|        | スカイランニング世界選手権                                           | 42km   | 18位     |         | フランス                          |
|        | 富士登山競走（山頂コース）                                           | 21km   | 優勝     |         |                                   |
|        | OSJおんたけスカイレース                                              |        | 優勝     |         |                                   |
|        | キナバル国際クライマソン                                             |        | 優勝     |         | マレーシア                        |
| 2015年 | スカイランニングアジア選手権                                         |        | 優勝     |         | 香港                              |
|        | ゼガマ・アイズコリ・メンディマラトニア                               | 42km   | 13位     |         | スペイン                          |
|        | ドロミテスカイレース                                                 | 22km   | 19位     |         | イタリア                          |
|        | ランタウ２ピークス                                                   | 21km   | 8位      |         | 香港                              |
|        | リモーネスカイレース                                                 | 24km   | 21位     |         | イタリア                          |
|        | ※2015スカイランナー・ワールド・シリーズ                              |        | 総合10位 |         |                                   |
| 2016年 | スカイランニング世界選手権                                           | 42km   | 8位      |         | スペイン                          |
|        | スカイランニングアジア選手権                                         | 27km   | 優勝     |         | 香港                              |